# Marie Alexandrovna
Marie Alexandrovna (8. srpna 1824, Darmstadt – 22. květnajul./ 3. června 1880greg., Sankt Petěrburk), německy Maximiliane Wilhelmine Auguste Sophie Marie von Hessen und bei Rhein, rusky: Мария Александровна Гессен-Дармштадтская, byla rozená princezna hesenská a jako manželka Alexandra II. ruská carevna. Jméno Marie Alexandrovna přijala až po přestoupení na pravoslavnou víru.

## Život
Narodila se jako nejmladší dcera hesenské velkovévodkyně Vilemíny Bádenské a jejího manžela velkovévody Ludvíka II. Bylo ovšem veřejným tajemstvím, že otcem Vilemíniných mladších dětí je šlechtic August Ludwig von Senarclens-Grancy, ačkoliv velkovévoda otcovství uznal. Jeho rozhodnutí ovšem zřejmě nevyvolala pouze nechuť ke skandálům, ale také vliv příbuzných z manželčiny strany – ruského cara Alexandra I. a švédského krále Gustava IV. Adolfa resp. jejich žen, Vilemíniných sester Luisy a Frederiky.
Marie měla tři bratry, kteří se dožili dospělosti. Nejstarší Ludvík III. (1806–1877) se po otcově smrti stal hesenským velkovévodou, prostřední Karel (1809–1877) se na rozdíl od bratra vhodně oženil a jeho syn se po smrti Ludvíka III. stal vévodou. Nejmladší z bratrů Alexandr (1823–1888), o jehož původu byly stejné pochybnosti jako u Marie, se stal praotcem rodu Battenberků. (K jeho potomkům mezi jinými náležel i Philip Mountbatten, vévoda z Edinburghu, manžel britské královny Alžběty II. a otec krále Karla III.)

### Sňatek

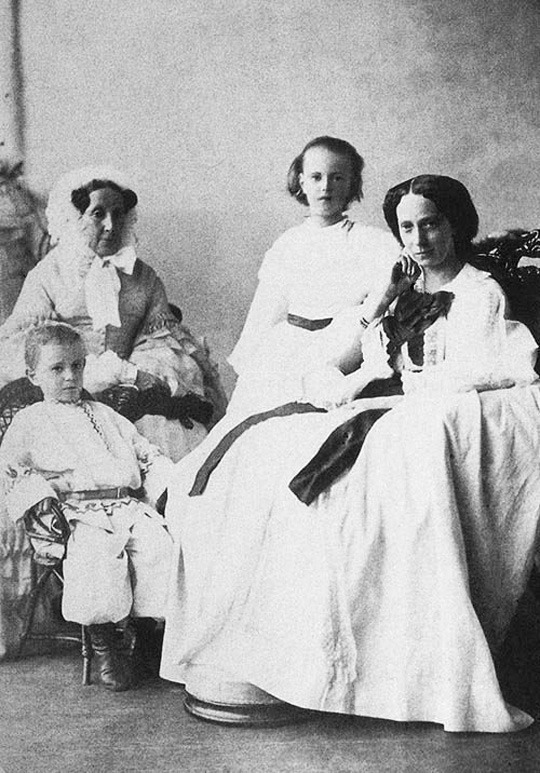
Carevna Marie Alexandrovna se svými dětmi Marií a Sergejem, 1861.

V roce 1838 cesarevič Alexandr Nikolajevič cestoval po Evropě a hledal manželku. Seznámil se s tehdy čtrnáctiletou Marií a zamiloval se do ní. Oženil se s ní, jsa si plně vědom skvrny na jejím původu a přes námitky své matky Alexandry Fjodorovny, o tři roky později, 16. dubna 1841.
Princezna byla nesmělá, vychovaná jednoduše a prostě. Neměla zálibu v šatech, nebyla rozmarná, neměla velké nároky. Drsné klima Petrohradu mělo negativní vliv na její křehkou tělesnou schránku, kterou Marie pravděpodobně zdědila po své matce. Budoucí carevna mívala drásavý kašel nebo opakované horečky; přesto porodila osm dětí. Tato těhotenství vedle jejího slabého zdraví znamenala pokušení pro jejího muže, který hledal povyražení jinde.
Třebaže se manžel k Marii choval dobře, věděla, že je jí nevěrný a má mnoho milenek. Později nemanželské carovy děti a jejich matky bydlely několik pater nad apartmánem carevny. Již tehdy Alexandr měl tři děti se svou nejoblíbenější milenkou (favoritkou od roku 1866), kněžnou Kateřinou Dolgorukovovou, kterou přestěhoval do carského paláce (Zimního paláce v Petrohradě). Po Mariině smrti, 6. června 1880, s Jekatěrinou uzavřel morganatický sňatek.

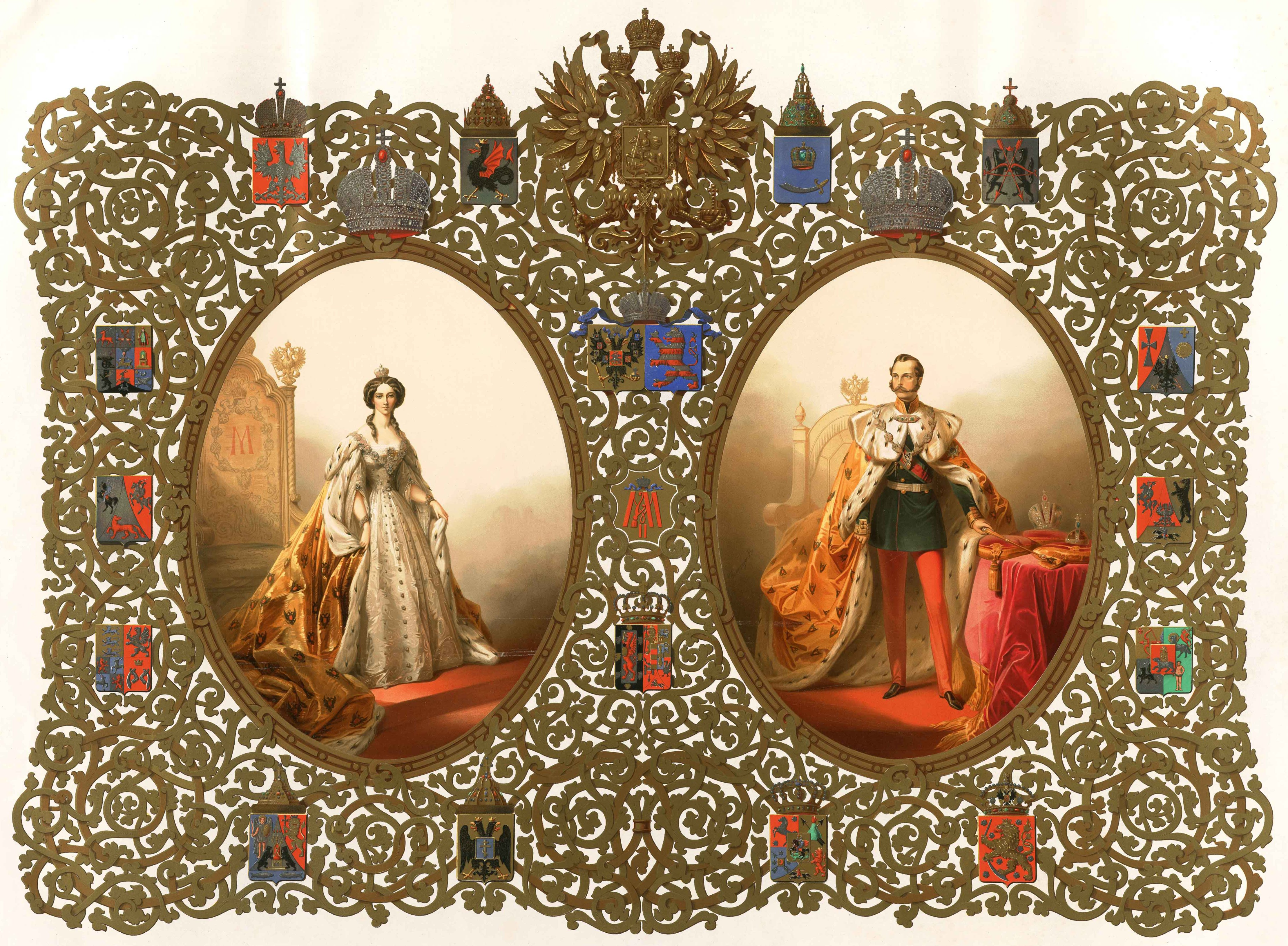
Korunovační dvojportrét Marie Alexandrovny a Alexandra II.

V roce 1855 se stal Alexandr carem a nutil svou ženu, aby se ještě více účastnila oficiálních státních funkcí a událostí, ať už chtěla, nebo ne. Přes jeho dobré chování od roku 1858 carevna cítila, že manželovy city se přenesly na někoho jiného. Velkým neštěstím pro Marii byla smrt jejího nejstaršího a nejmilejšího syna Nikolaje v roce 1865.
Čas od času se vídala se svým bratrem Alexandrem, který bydlel v Heiligenbergu spolu se svou morganatickou ženou Julií. Tam se setkala s britskou princeznou Alicí, ženou svého bratrance hesenského prince Ludvíka, dcerou britské královny Viktorie. Marie Alexandrovna nebyla nakloněna tomu, aby se její dcera, velkokněžna Marie provdala za Alicina bratra prince Alfréda, přesto však se k manželství došlo. Když Alice v roce 1878 zemřela, velkokněžna Marie často zvala osiřelé děti, které jinak žily u své babičky, britské královny Viktorie, do Heiligenburgu. Během těchto návštěv její syn velkokníže Sergej poznal svou budoucí ženu, Alicinu dceru Alžbětu Hesenskou (Ellu). S Ellinou mladší sestrou Alix se později oženil vnuk Marie Alexandrovny, car Mikuláš II.

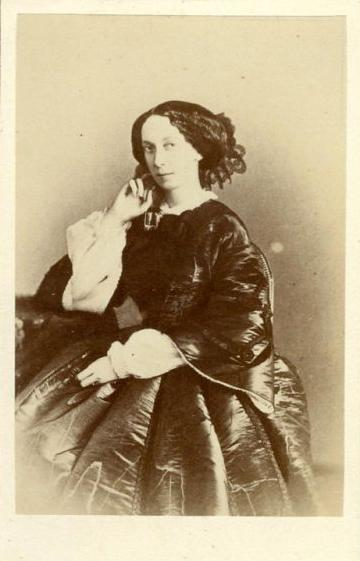
Carevna Marie Alexandrovna

## Děti
Z Mariina manželství s Alexandrem vzešlo 8 dětí – šest synů a dvě dcery:
- Alexandra (1842–1849), zemřela v útlém věku na zápal mozkových blan
- Nikolaj (1843–1865), vychováván jako následník trůnu, zemřel v důsledku revmatické horečky v Nice
- Alexandr III. (1845–1894), ruský car ∞ 1866 dánská princezna Dagmar (1847–1928) (Marie Fjodorovna)
- Vladimír (1847–1909) ∞ 1874 meklenburská princezna Marie (1854–1920)
- Alexej (1850–1908) ∞ (morg.) 1869/70 Alexandra, hraběnka Žukovská
- Marie (1853–1920) ∞ 1874 britský princ a pozdější edinburský vévoda Alfréd (1844–1900)
- Sergej (1857–1905) ∞ 1884 hesenská princezna Alžběta (1864–1918) (Jelizaveta Fjodorovna)
- Pavel (1860–1919) ∞ 1889 řecká princezna Alexandra (1870–1891); ∞ 1902 Olga Karnowicz (Olga Valerianovna Palei), povýšena na hraběnku z Hohenfelsu a později na kněžnu Palei

## Obce či stavby nazvané po Marii Alexandrovně
- Mariinskij těatr – divadlo v Petrohradě
- Mariinskij dvorec – palác v Kyjevě
- Mariehamn – město na Alandských ostrovech
- Mariinskij Posad – vesnice v Čuvašsku, dřívější název Sundyr; 18. června 1856 ji car Alexandr II. na počest manželky přejmenoval a povýšil na město
- Mariinsk – dřívější název Kijskije; přejmenován v roce 1857. V roce 2007 zde byl odhalen památník Marie Alexandrovny od tomského sochaře Leontije Usova. Carevna sedí na lavici a drží v ruce holuba – tradiční symbol míru a Svatého Ducha; na lavičce je ponecháno místo pro ty, kteří se s ní chtějí vyfotografovat.

## Tituly a oslovení
- 8. srpna 1824 – 3. června 1880: Její Velkovévodská Výsost princezna Marie Hesensko-Darmstadtská
- 16. dubna 1841 – 2. března 1855: Její Císařská Výsost velkovévodkyně Marie Alexandrovna Ruská
- 2. března 1855 – 3. června 1880: Její Císařské Veličenstvo ruská carevna

## Vývod z předků
|                             |                                                            |  |                             |                                                      |  |  |  |  |  |  |  | Ludvík VIII. Hesensko-Darmstadtský |
|                             |                                                            |  |                             |                                                      |  |  |  |  |  |  |  |                                    |
|                             | Ludvík IX. Hesensko-Darmstadtský                           |  |                             |                                                      |  |  |  |  |  |  |  |                                    |
|                             |                                                            |  |                             |                                                      |  |  |  |  |  |  |  |                                    |
|                             |                                                            |  |                             | Šarlota z Hanau-Lichtenbergu                         |  |  |  |  |  |  |  |                                    |
|                             |                                                            |  |                             |                                                      |  |  |  |  |  |  |  |                                    |
|                             | Ludvík I. Hesenský                                         |  |                             |                                                      |  |  |  |  |  |  |  |                                    |
|                             |                                                            |  |                             |                                                      |  |  |  |  |  |  |  |                                    |
|                             |                                                            |  |                             | Kristián III. Falcko-Zweibrückenský                  |  |  |  |  |  |  |  |                                    |
|                             |                                                            |  |                             |                                                      |  |  |  |  |  |  |  |                                    |
|                             | Karolína Falcko-Zweibrückenská                             |  |                             |                                                      |  |  |  |  |  |  |  |                                    |
|                             |                                                            |  |                             |                                                      |  |  |  |  |  |  |  |                                    |
|                             |                                                            |  |                             | Karolína Nasavsko-Saarbrückenská                     |  |  |  |  |  |  |  |                                    |
|                             |                                                            |  |                             |                                                      |  |  |  |  |  |  |  |                                    |
|                             | Ludvík II. Hesenský                                        |  |                             |                                                      |  |  |  |  |  |  |  |                                    |
|                             |                                                            |  |                             |                                                      |  |  |  |  |  |  |  |                                    |
|                             |                                                            |  |                             | Ludvík VIII. Hesensko-Darmstadtský                   |  |  |  |  |  |  |  |                                    |
|                             |                                                            |  |                             |                                                      |  |  |  |  |  |  |  |                                    |
|                             | Jiří Vilém Hesensko-Darmstadtský                           |  |                             |                                                      |  |  |  |  |  |  |  |                                    |
|                             |                                                            |  |                             |                                                      |  |  |  |  |  |  |  |                                    |
|                             |                                                            |  |                             | Šarlota z Hanau-Lichtenbergu                         |  |  |  |  |  |  |  |                                    |
|                             |                                                            |  |                             |                                                      |  |  |  |  |  |  |  |                                    |
|                             | Luisa Hesensko-Darmstadtská                                |  |                             |                                                      |  |  |  |  |  |  |  |                                    |
|                             |                                                            |  |                             |                                                      |  |  |  |  |  |  |  |                                    |
|                             |                                                            |  |                             | Kristián Karel Leiningensko-Dachsbursko-Falkenburský |  |  |  |  |  |  |  |                                    |
|                             |                                                            |  |                             |                                                      |  |  |  |  |  |  |  |                                    |
|                             | Marie Luisa Albertina Leiningensko-Falkenbursko-Dagsburská |  |                             |                                                      |  |  |  |  |  |  |  |                                    |
|                             |                                                            |  |                             |                                                      |  |  |  |  |  |  |  |                                    |
|                             |                                                            |  |                             | Kateřina Polyxena Solms-Rödelheimská                 |  |  |  |  |  |  |  |                                    |
|                             |                                                            |  |                             |                                                      |  |  |  |  |  |  |  |                                    |
| Marie Hesensko-Darmstadtská |                                                            |  |                             |                                                      |  |  |  |  |  |  |  |                                    |
|                             |                                                            |  |                             |                                                      |  |  |  |  |  |  |  |                                    |
|                             |                                                            |  | Fridrich Bádensko-Durlašský |                                                      |  |  |  |  |  |  |  |                                    |
|                             |                                                            |  |                             |                                                      |  |  |  |  |  |  |  |                                    |
|                             | Karel Fridrich Bádenský                                    |  |                             |                                                      |  |  |  |  |  |  |  |                                    |
|                             |                                                            |  |                             |                                                      |  |  |  |  |  |  |  |                                    |
|                             |                                                            |  |                             | Amálie Nasavsko-Dietzská                             |  |  |  |  |  |  |  |                                    |
|                             |                                                            |  |                             |                                                      |  |  |  |  |  |  |  |                                    |
|                             | Karel Ludvík Bádenský                                      |  |                             |                                                      |  |  |  |  |  |  |  |                                    |
|                             |                                                            |  |                             |                                                      |  |  |  |  |  |  |  |                                    |
|                             |                                                            |  |                             | Ludvík VIII. Hesensko-Darmstadtský                   |  |  |  |  |  |  |  |                                    |
|                             |                                                            |  |                             |                                                      |  |  |  |  |  |  |  |                                    |
|                             | Karolína Luisa Hesensko-Darmstadtská                       |  |                             |                                                      |  |  |  |  |  |  |  |                                    |
|                             |                                                            |  |                             |                                                      |  |  |  |  |  |  |  |                                    |
|                             |                                                            |  |                             | Šarlota z Hanau-Lichtenbergu                         |  |  |  |  |  |  |  |                                    |
|                             |                                                            |  |                             |                                                      |  |  |  |  |  |  |  |                                    |
|                             | Vilemína Luisa Bádenská                                    |  |                             |                                                      |  |  |  |  |  |  |  |                                    |
|                             |                                                            |  |                             |                                                      |  |  |  |  |  |  |  |                                    |
|                             |                                                            |  |                             | Ludvík VIII. Hesensko-Darmstadtský                   |  |  |  |  |  |  |  |                                    |
|                             |                                                            |  |                             |                                                      |  |  |  |  |  |  |  |                                    |
|                             | Ludvík IX. Hesensko-Darmstadtský                           |  |                             |                                                      |  |  |  |  |  |  |  |                                    |
|                             |                                                            |  |                             |                                                      |  |  |  |  |  |  |  |                                    |
|                             |                                                            |  |                             | Šarlota z Hanau-Lichtenbergu                         |  |  |  |  |  |  |  |                                    |
|                             |                                                            |  |                             |                                                      |  |  |  |  |  |  |  |                                    |
|                             | Amálie Hesensko-Darmstadtská                               |  |                             |                                                      |  |  |  |  |  |  |  |                                    |
|                             |                                                            |  |                             |                                                      |  |  |  |  |  |  |  |                                    |
|                             |                                                            |  |                             | Kristián III. Falcko-Zweibrückenský                  |  |  |  |  |  |  |  |                                    |
|                             |                                                            |  |                             |                                                      |  |  |  |  |  |  |  |                                    |
|                             | Karolína Falcko-Zweibrückenská                             |  |                             |                                                      |  |  |  |  |  |  |  |                                    |
|                             |                                                            |  |                             |                                                      |  |  |  |  |  |  |  |                                    |
|                             |                                                            |  |                             | Karolína Nasavsko-Saarbrückenská                     |  |  |  |  |  |  |  |                                    |
|                             |                                                            |  |                             |                                                      |  |  |  |  |  |  |  |                                    |